# Joachim Christian Daniel Dreyer
Joachim Christian Daniel Dreyer (* 5. April 1783 in Altona; † 12. Oktober 1875 in Oevelgönne) war ein deutscher Schiffsreeder und Kohlenimporteur.

## Leben und Wirken
Joachim Christian Daniel Dreyer war der Sohn des Ewerführers Johann Daniel Diederich Dreyer (getauft am 12. November 1755 in Altona; † 21. Sept. 1791) und dessen Ehefrau Margarethe Maria Dorothea, geb. Ehrhardt (* 13. Januar 1765; † 17. Dezember 1832). Die Vorfahren der Familie arbeiteten als Ewerführer und Fischer. Nach dem Tod des Vaters am 21. September 1791 heiratete die Mutter in zweiter Ehe den ebenfalls verwitweten Altonaer Schlachteramtsmeister Johann Adolf Matthias Brügmann (* 6. April 1753, † 19. September 1843).
Dreyer absolvierte eine Schlachterlehre, die ihm jedoch nicht zusagte. Nach dem Ende der Lehrzeit wechselte er daher in das Unternehmen eines renommierten Hamburger Kaufmanns und wurde dort wenig später Kommis. Kurz danach machte er sich mit einem Teilhaber selbstständig und importierte zunächst Kohle. Später beluden beide bis zu 14 eigene große Segelschiffe, die nach Übersee verkehrten, mit Fracht. Einen Teil derselben findet man im Altonaer Museum auf Bildern oder als Modelle.
Am 17. Mai 1809 heiratete Dreyer Anna Margaretha Dorothea Brügmann (* 9. Mai 1788; † 21. Januar 1862). Das Ehepaar hatte sechs Söhne und zwei Töchter. Der Sohn Ernst wurde wie sein Vater Reeder. Der Sohn Adolph (* 17. Juni 1817), der am 22. August 1871 an der Cholera starb, leitete das väterliche Unternehmen "I.C.D.". Nach diesem Schicksalsschlag war das Ende seiner Reederei besiegelt, da kein Teilhaber mehr zur Seite stand.
1816 lebte Dreyer in einem Wohnhaus an der Breitestraße, danach in der Palmaille 53 (später erhielt es die Hausnummer 90). Es handelte sich um eines der kleinsten Häuser Altonas, das während des Zweiten Weltkriegs verschont blieb und erst 1963 für die Anlage eines neuen Straßenzugs zerstört wurde. Dreyer, der sich selbst als Patriarch gefiel, empfing hier jede Woche Prominente. An bestimmten Tagen der Woche stand die Tür offen für bekannte Kaufleute und Politiker. Nachdem die Herzogtümer annektiert worden waren, trat er für Preußen ein und wurde königlich preußischer Kommerzienrat.
Dreyer war Stamm- und Ehrengast in Bad Kissingen, wo er sich 36 Jahre lang im Sommer aufhielt.
Dreyer zog 1872 zu seinem Sohn Ernst auf Dreyers-Lust und lebte dort bis zu seinem Tod 1875.